# Rotonda dei Barbetti
La Rotonda dei Barbetti è un edificio a pianta centrale situato in mezzo alla piazza de Il Prato a Firenze.  
L'edificio è composto da due ambienti a base circolare con cupoletta e lucernario, raccordati in un unico insieme, che forma una singolare struttura biabsidata.
Fu fatta costruire verso il 1847 come sede di mostre di panorami di città italiane a 360° (una forma di intrattenimento popolare all'epoca). In seguito venne acquistata da Angelo Barbetti nel 1863. Qui egli mise all'opera uno stabilimento per la produzione di mobili e ebanisteria, attività che lo resero celebre in Italia e all'estero. In seguito l'edificio venne adibito a magazzino, oggi ospita un ristorante e l'agenzia ippica. 
Davanti alla rotonda è stata collocata una fontana ottocentesca proveniente da piazza dei Mozzi in Oltrarno: un'incisione ricorda le imprese di Napoleone e reca impressa la data 1810, mentre una seconda lapide ricorda che venne spostata nella sua attuale collocazione nel 1882.